# Medalia „A 15-a aniversare a serviciului de protecție al președintelui Republicii Moldovenești Nistrene”

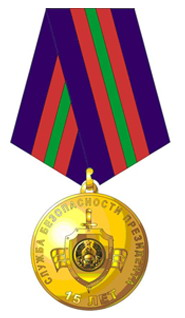
Medalia "A 15-a aniversare a serviciului de protecţie al preşedintelui Republicii Moldoveneşti Nistrene"

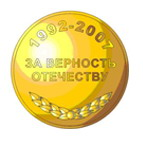
Reversul medaliei "A 15-a aniversare a serviciului de protecţie al preşedintelui Republicii Moldoveneşti Nistrene"

Medalia "A 15-a aniversare a serviciului de protecție al președintelui Republicii Moldovenești Nistrene" (în rusă Медаль "15 лет Службе безопасности Президента Приднестровской Молдавской Республики") este una dintre decorațiile jubiliare ale auto-proclamatei Republici Moldovenești Nistrene. Ea a fost înființată prin decret al președintelui RMN, Igor Smirnov, din anul 2007.

## Statut
1. Medalia jubiliară "A 15-a aniversare a serviciului de protecție al președintelui Republicii Moldovenești Nistrene" a fost înființată pentru a aniversa 15 ani de la înființarea serviciului de protecție al președintelui Republicii Moldovenești Nistrene, în scopul de a-i recompensa pe funcționarii și angajații militari și angajați civili ai serviciului de protecție al președintelui Republicii Moldovenești Nistrene, pentru îndeplinirea cu cinste a sarcinilor oficiale, disciplină militară exemplară, dovedind inițiativă și persistență în întărirea securității al Republicii Moldovenești Nistrene și care au activat în serviciul de protecție o perioadă de cel puțin cinci ani.
2. Listele cu cei decorați cu Medalia jubiliară "A 15-a aniversare a serviciului de protecție al președintelui Republicii Moldovenești Nistrene" cuprind următoarele elemente: gradul militar, numele, prenumele, patronomicul, postul deținut. 
3. Cu Medalia jubiliară "A 15-a aniversare a serviciului de protecție al președintelui Republicii Moldovenești Nistrene" pot fi decorați:
- angajații și funcționarii serviciului de protecție al președintelui Republicii Moldovenești Nistrene, care au beneficiat de aprecieri pozitive în activitatea desfășurată, dovedind inițiativă și persistență în întărirea securității al Republicii Moldovenești Nistrene;

- angajații altor ministere, departamente și organizații ale Republicii Moldovenești Nistrene, care au sprijinit activitatea desfășurată de serviciul de protecție al președintelui Republicii Moldovenești Nistrene și creșterea calității acesteia;

- cetățenii altor state, care au sprijinit activ dezvoltarea serviciului de protecție al președintelui Republicii Moldovenești Nistrene.

4. Medalia jubiliară "A 15-a aniversare a serviciului de protecție al președintelui Republicii Moldovenești Nistrene" se poartă pe partea stângă a pieptului și este aranjată după Medalia "A 15-a aniversare a Miliției Transnistrene".

## Descriere
Medalia "A 15-a aniversare a serviciului de protecție al președintelui Republicii Moldovenești Nistrene" are formă de cerc cu diametrul de 33 mm și este confecționată din alamă. Fața și reversul medaliei au margini cu o lățime de 0,5 mm.
Pe aversul medaliei, de-a lungul cercului, la o distanță de 0,5 mm de margine, se află imprimată în relief inscripția "Служба безопасности Президента ПМР" ("Serviciul de protecție al președintelui RMN"), ocupând porțiunea de sus, de la stânga la dreapta și având 2 mm grosime. În partea de jos a marginii cercului se află înscripția "15 лет" ("15 ani"). În centrul medaliei este situată stema Republicii Moldovenești Nistrene suprapusă pe un scut. În mijlocul scutului, atât în stânga, cât și în dreapta, izvorâsc trei benzi care simbolizează culorile steagului național al Republicii Moldovenești Nistrene. Toate inscripțiile sunt convexe.
Reversul medaliei este neted și are în partea de sus, la 2 mm de margine, numerele "1992-2007" dispuse în arc de cerc. În mijloc se află inscripția în relief pe două linii: "За верность отечеству" ("Credință Patriei"). În partea de jos a reversului se află două ramuri de lauri încrucișate și divergente. Suprafața reversului medaliei este granulată în relief. Toate inscripțiile sunt convexe.
Medalia este prinsă printr-o ureche de o panglică pentagonală de mătase lucioasă, având o lățime de 24 mm. Panglica are culoarea albastru-închis, având în mijloc benzi în culorile steagului național al Republicii Moldovenești Nistrene: roșu-verde-roșu, cu lățimi de câte 4 mm cele roșii și 3 mm - cea verde. Pe reversul panglicii se află o agrafă pentru prinderea decorației de haine.